# 青い眼が欲しい
『青い眼が欲しい』（あおいめがほしい、原題：The Bluest Eye）は、ノーベル文学賞作家トニ・モリソンが1970年に発表したアメリカ合衆国の小説で、モリソンのデビュー作。白人の敷いた価値観を問いただす衝撃作。
大恐慌時代のアメリカ中西部を舞台に、白人の容姿に憧れる黒人の少女の一年間を描いたもの。少女は自分の不幸の原因が白人の美の基準にそぐわない自分の容姿にあると思い込み、青い目になれるよう空しい祈りを続けるが、父親の強姦による妊娠で気がふれ、「青い目になれた」と信じ込むものの、より青い目になりたいと想像上の友人と会話を交わす。物語は、アメリカのマジョリティであった白人中産階級が理想とする「よきアメリカ」の家族像を謳った小学校教科書の一節から始まり、それを幸せと信じた黒人少女ピコーラの悲劇が、少女と同じ黒人であるもののそうした考えを持たない友人の視点から語られ、白人の価値観が支配するアメリカ社会の中で、ピコーラを不幸にしている本当の原因のありかを探る。
主人公を襲う悲劇や彼女の持ち合わせる自己嫌悪の深さなど、扱う題材が陰湿なのにもかかわらず、読後に陰湿な印象を抱かずに済むのは、作者がこの作品の登場人物の誰かを告発する様な文体で著していないためである。この作品には作者の、登場人物皆に対して憐憫が平等に与えられている。

## ストーリー
1941年、ロレイン (オハイオ州)に暮らす「私」の家に、ピコーラという11歳の黒人の少女がやってきた。ピコーラの父親のチョリー・ブリードラヴ、母親のポーリーンらは皆一概に「醜かった」。やがてピコーラは周囲の偏見、いじめ、家庭内暴力などの荒んだ環境は、自分が美しくあれば、眼が青ければもっと違ったろうと考えるようになる。ピコーラは一生懸命、毎晩祈った。熱心に祈り続け一年経ってその願いがかなえられなくともめげずに祈り続けた。けれどもその願いは叶わず、酷いいじめは続いた。
かつてチョリーとポーリーンはお互いに愛し合っていた。ポーリーンは世の中にこれほど多くの笑いが存在する事を知らなかったほどだった。結婚した後、二人の間は周囲の偏見に抗する気持ちの行き違いから険悪になっていった。しかし、ポーリーンの妊娠によって二人は結婚直後の様に戻った。長男出産後、ピコーラを身籠った時、ポーリーンは生まれてくる娘を愛しく感じていたのだ。
チョリーは母親に棄てられた子供だった。やっと探し出した父親は博打に溺れていた。絶望の中でポーリーンに出会い結婚したが、家族への責任や、一定で変化の無い繰り返しの重圧に絶望した。しかし、子供の出現が彼に大きな感情の変化をもたらした。けれども、彼は親から育ててもらわなかったので子供の扱いが分からなかった。ある土曜日の午後、酔っ払った中、台所にいるピコーラを見た。
ある日、ソープヘッドという老人のもとをピコーラは訪ねた。「ひょっとしたらあれをやってくれることができるんじゃないかしら」と考えて。老人はこの願いを聞いた時、絶望した。そして老人は毒の入った餌をピコーラに渡し、犬にそれを与えるよう指示した。「この犬がフシギな振る舞いをしたら、お前の願いは叶えられるだろう。」果たして犬は苦しんだ末に死んだ。
私は、ピコーラが実父との子供を身籠った事を聞いた。その頃、ピコーラは空想の中に居た。ピコーラの「友達」は、ピコーラに「あなたの眼はずっと誰よりも青いのよ」と囁いている。

## 登場人物
- ピコーラ ： 白人の容貌に憧れる黒人少女。父親の刑務所入りで一家離散となり、他家に預けられる。青い目こそが美しく、それが手に入れば人から愛されるという強迫観念を抱いている。
- クローディア ： ピコーラが引き取られる黒人家庭の娘で、物語の語り手。
- チョリー ： ピコーラの父親。両親に棄てられ、大叔母のもとで育つ。
- ポーリーン ： ピコーラの母親。白人家庭の住み込みメイド。雇い主の世界に憧れ、自分の娘より雇い主の子を大切に扱う。
- サミー ： ピコーラの兄。別の家庭に預けられている。
- ミセス・マクテア ： クローディアの母親。
- フリーダ ： クローディアの姉。
- モーリーン ： 転校生。裕福な家庭の黒人少女で、学校の人気者。肌の色が薄いことが自慢で、他の黒人に対し優越感を抱いている。
- ジャラルディン ： ピコーラの同級生の母親で、白人のように暮らす中流家庭の黒人女性。
- ヤコボースキー ： 白人移民の食料品店主人。人種差別者。
- ソープヘッド ： イギリス貴族の血を引くという西インド諸島生まれの霊媒師。でたらめのお告げでピコーラを騙す。

## 日本語訳
- 青い眼が欲しい（翻訳：大社淑子） 早川書房・ハヤカワepi文庫 ISBN 4-15-120006-1